# Birkenau (Hesse)
Pour les articles homonymes, voir Birkenau.
 (mars 2017).
Si vous disposez d'ouvrages ou d'articles de référence ou si vous connaissez des sites web de qualité traitant du thème abordé ici, merci de compléter l'article en donnant les références utiles à sa vérifiabilité et en les liant à la section « Notes et références ».
Birkenau est une commune de Hesse (Allemagne), située dans l'arrondissement de la Bergstraße, dans le district de Darmstadt.

## Patrimoine architectural
- Château de Birkenau

### Jumelage
- La Rochefoucauld-en-Angoumois (France)